# 黒山健一
黒山 健一（くろやま けんいち、1978年7月24日 - ）は、兵庫県出身のオートバイ・トライアルライダー。全日本トライアル選手権通算86勝（2017年現在）、最高峰クラス史上最多の11回のチャンピオン獲得、トライアル世界選手権で日本人初優勝を飾るなど、長きにわたり日本を代表するトライアルのトップライダーとして君臨している。父親は元全日本トライアル選手権チャンピオンの黒山一郎。
8月のバイクのふるさと浜松ではトライアルデモ（トライアルショー）を小川友幸と行った。

## 戦歴

### 自転車トライアル
- 1987年 - 自転車トライアル世界選手権 プッシンクラス（10歳以下）チャンピオン（4戦3勝）
- 1988年 - 自転車トライアル世界選手権 プッシンクラス（10歳以下）チャンピオン（4戦全勝）
- 1989年 - 自転車トライアル世界選手権 11歳～12歳クラスチャンピオン（4戦全勝）

全日本自転車トライアル選手権最上級クラスチャンピオン
- 1990年 - 自転車トライアル世界選手権 11歳～12歳クラスチャンピオン（4戦全勝）

全日本自転車トライアル選手権最上級クラスチャンピオン

### トライアル
- 1993年 - トライアルデビュー。マシンはベータ。

シーズン終了後、特進によりジュニア（下から二番目のクラス：当時）から国際Ａ級（最上位クラス：当時）へ昇格。
- 1994年 - 全日本トライアル選手権国際A級ランキング2位
- 1995年 - ベータのワークスライダーとして、トライアル世界選手権に本格参戦開始。

トライアル世界選手権ランキング4位
全日本トライアル選手権国際A級ランキング16位
トライアルヨーロッパ選手権ランキング2位（2勝）
トライアル・デ・ナシオン3位
- 1996年 - トライアル世界選手権ランキング4位

全日本トライアル選手権国際A級チャンピオン（4勝）
- 1997年 - トライアル世界選手権ランキング3位（2勝、日本人の初優勝）

全日本トライアル選手権国際A級スーパークラスチャンピオン（5勝）
- 1998年 - トライアル世界選手権ランキング3位（1勝）

全日本トライアル選手権国際A級スーパークラスランキング2位（3勝）
- 1999年 - トライアル世界選手権ランキング11位

全日本トライアル選手権国際A級スーパークラスランキング8位
トライアル・デ・ナシオン3位
- 2000年 - トライアル世界選手権ランキング5位（1勝）

全日本トライアル選手権国際A級スーパークラスランキング2位（4勝）
トライアル・デ・ナシオン2位
- 2001年 - トライアル世界選手権ランキング9位

全日本トライアル選手権国際A級スーパークラスランキング2位（2勝）
- 2002年 - トライアル世界選手権ランキング8位

全日本トライアル選手権国際A級スーパークラスチャンピオン（3勝）
- 2003年 - トライアル世界選手権ランキング6位

全日本トライアル選手権国際A級スーパークラスチャンピオン（7勝）
トライアル・デ・ナシオン3位
- 2004年 - トライアル世界選手権ランキング7位

全日本トライアル選手権国際A級スーパークラスチャンピオン（6勝）
トライアル・デ・ナシオン3位
- 2005年 - トライアル世界選手権ランキング8位

全日本トライアル選手権国際A級スーパークラスチャンピオン（7勝）
トライアル・デ・ナシオン3位
- 2006年 世界選手権参戦を取り止め、全日本選手権に専念。

マシンをデビュー以来のベータからスコルパに変更。
全日本トライアル選手権国際A級スーパークラスチャンピオン（5勝）
全日本選手権国際A級スーパークラス5連覇を達成。
- 2007年 ヤマハと正式契約。

全日本トライアル選手権国際A級スーパークラスランキング2位（3勝）
トライアル・デ・ナシオン2位
- 2008年 - 全日本トライアル選手権国際A級スーパークラスチャンピオン（6勝）

全日本選手権最上位クラス通算8度目のチャンピオンを獲得。
トライアル・デ・ナシオン2位
- 2009年 - 全日本トライアル選手権国際A級スーパークラスチャンピオン（5勝）

全日本選手権最上位クラス通算9度目のチャンピオンを獲得。
- 2010年 - 全日本トライアル選手権国際A級スーパークラスランキング2位（3勝）
- 2011年 - 全日本トライアル選手権国際A級スーパークラスチャンピオン（4勝）

全日本選手権最上位クラス通算10度目のチャンピオンを獲得。
- 2012年 - 全日本トライアル選手権国際A級スーパークラスチャンピオン（7勝）

全日本選手権最上位クラス通算11度目のチャンピオンを全勝優勝で獲得。
- 2013年 - 全日本トライアル選手権国際A級スーパークラスランキング2位（3勝）
- 2014年 - 全日本トライアル選手権国際A級スーパークラスランキング2位（2勝）
- 2015年 - 全日本トライアル選手権国際A級スーパークラスランキング2位（2勝）
- 2016年 - 全日本トライアル選手権国際A級スーパークラスランキング2位（3勝）
- 2017年 - 全日本トライアル選手権国際A級スーパークラスランキング2位（3勝）
- 2018年 - トライアル世界選手権Eクラスランキング2位（1勝）